# Voo Thai Airways International 261
O vôo Thai Airways International 261 (TG261/THA261) era um vôo regular de passageiros do Aeroporto Internacional de Don Mueang em Bangkok até o Aeroporto Internacional de Surat Thani em Surat Thani, Tailândia. O vôo foi operado pela Thai Airways International, a empresa aérea nacional da Tailândia. Em 11 de dezembro de 1998, o avião, um Airbus A310-204 com prefixo HS-TIA, estolou e caiu em um arrozal quando tentou arremeter para pousar no aeroporto de Surat Thani. Cerca de 101 pessoas morreram no acidente.
O Comitê de Investigação de Acidentes na Aviação da Tailândia (AAIC) investigou o evento. Esta investigação revelou que a tripulação estava desorientada. A visibilidade era limitada e o estresse fazia com que a tripulação perdesse o controle do avião. A AAIC também destacou a fraca iluminação de Surat Thani e os defeitos evitados.
O acidente foi o segundo com mais vítimas fatais na Tailândia, após o voo Lauda Air 004. Foi também o quinto mais mortal em um Airbus A310.

## Avião
O HS-TIA era um Airbus A310-204, com o número de série 415 e previamente prefixo F-WWBI para testes de vôo com Airbus. Foi batizado com o nome Phitsanulok e ele voou pela primeira vez em 3 de março de 1986 e foi entregue a Thai Airways em 29 de abril daquele ano.